# Ролстон (Вайоминг)
Ролстон (англ. Ralston) — статистически обособленная местность, расположенная в округе Парк (штат Вайоминг, США) с населением в 233 человека по статистическим данным переписи 2000 года.

## География
По данным Бюро переписи населения США, статистически обособленная местность Ролстон имеет общую площадь в 14,5 квадратных километров, водных ресурсов в черте населённого пункта не имеется.
Статистически обособленная местность Ролстон расположена на высоте 1388 метров над уровнем моря.

## Демография
По данным переписи населения 2000 года, в Ролстоне проживало 233 человека, 74 семьи, насчитывалось 96 домашних хозяйств и 101 жилой дом. Средняя плотность населения составляла около 16,0 человека на один квадратный километр. Расовый состав Ролстона по данным переписи распределился следующим образом: 95,71 % белых, 1,29 % — коренных американцев, 0,43 % — представителей смешанных рас, 2,58 % — других народностей. Испаноговорящие составили 6,44 % от всех жителей статистически обособленной местности.
Из 96 домашних хозяйств в 20,8 % — воспитывали детей в возрасте до 18 лет, 68,8 % представляли собой совместно проживающие супружеские пары, в 7,3 % семей женщины проживали без мужей, 22,9 % не имели семей. 17,7 % от общего числа семей на момент переписи жили самостоятельно, при этом 8,3 % составили одинокие пожилые люди в возрасте 65 лет и старше. Средний размер домашнего хозяйства составил 2,43 человек, а средний размер семьи — 2,70 человек.
Население статистически обособленной местности по возрастному диапазону по данным переписи 2000 года распределилось следующим образом: 19,3 % — жители младше 18 лет, 5,2 % — между 18 и 24 годами, 24,0 % — от 25 до 44 лет, 31,8 % — от 45 до 64 лет и 19,7 % — в возрасте 65 лет и старше. Средний возраст жителей составил 46 лет. На каждые 100 женщин в Ролстоне приходилось 95,8 мужчин, при этом на каждые сто женщин 18 лет и старше приходилось 97,9 мужчин также старше 18 лет.
Средний доход на одно домашнее хозяйство в статистически обособленной местности составил 40 893 доллара США, а средний доход на одну семью — 41 429 долларов. При этом мужчины имели средний доход в 29 091 доллар США в год против 28 333 доллара среднегодового дохода у женщин. Доход на душу населения в статистически обособленной местности составил 22 320 долларов в год. Все семьи Ролстона имели доход, превышающий уровень бедности.